# Olympische Winterspiele 2022/Ski Nordisch
Bei den XXIV. Olympischen Winterspielen 2022 in Peking (China) standen folgende Sportarten im nordischen Skisport auf dem Programm an, die im Einzelnen in eigenen Artikeln dargestellt werden:
| Skilanglauf           | Skilanglauf           |
| Skispringen           | Skispringen           |
| Nordische Kombination | Nordische Kombination |